# Đảo chính 16 tháng 5

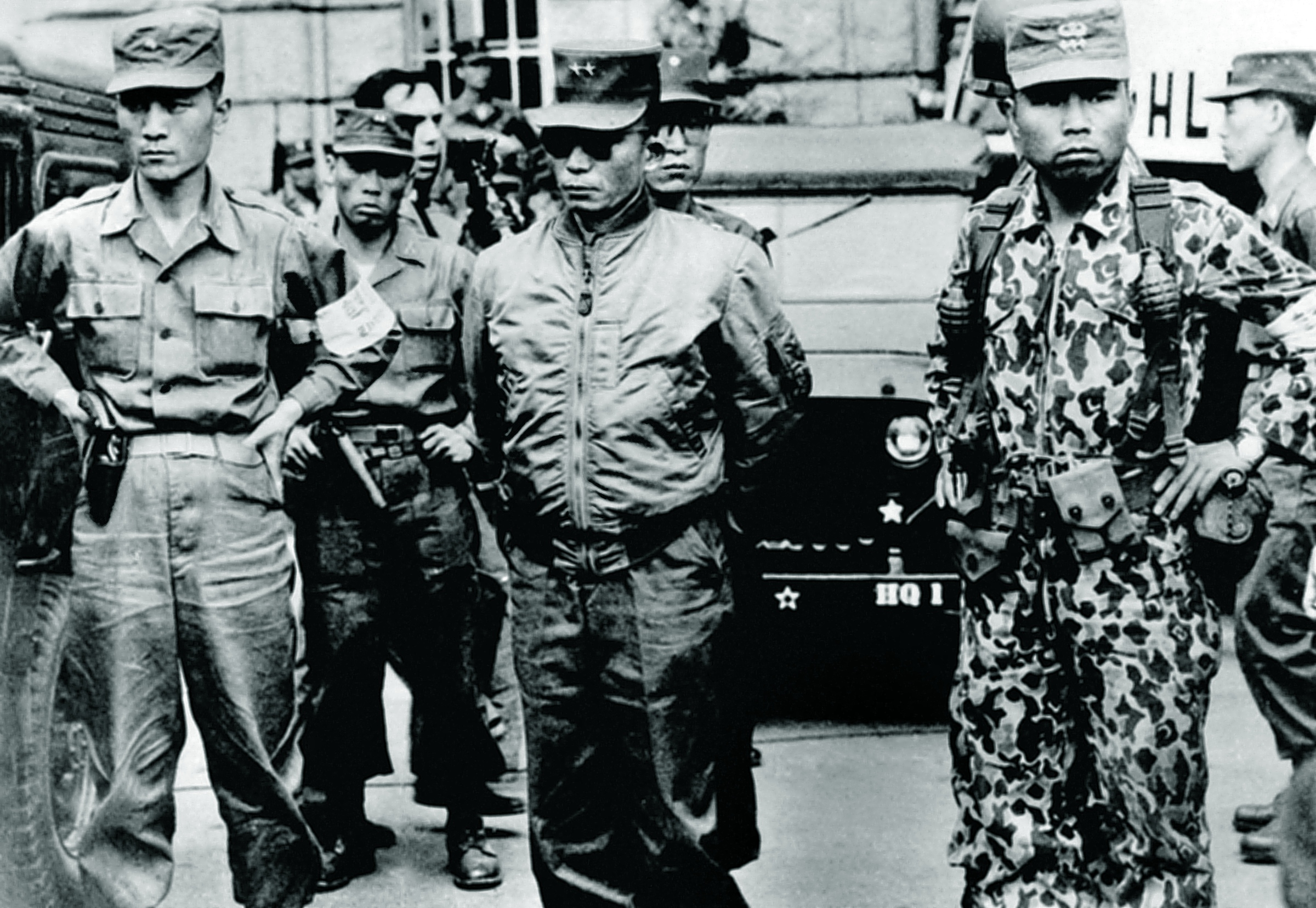
Đảo chính 16 tháng 5

Đảo chính quân sự 16 tháng 5 (tiếng Hàn: 5.16 군사정변; Hanja: 五一六軍事政變; Romaja: O-illyuk gunsa-jeongbyeon) là một cuộc đảo chính quân sự tại Hàn Quốc năm 1961, được tổ chức và thực hiện bởi Park Chung-hee và các đồng minh của ông. Họ đã thành lập Ủy ban Cách mạng Quân sự; nó được lãnh đạo bởi Tham mưu trưởng quân đội Chang Do-yong sau khi ông miễn cưỡng ủng hộ cuộc đảo chính. Cuộc đảo chính đã khiến chính phủ được bầu cử dân chủ của Yun Bo-seon bất lực và chấm dứt Cộng hòa thứ hai, thành lập một ủy ban quân đội cải cách Hội đồng tối cao về tái thiết quốc gia, Park đã tiếp quản chức Chủ tịch sau khi Tướng Chang bị bắt hồi tháng Bảy.
Cuộc đảo chính là công cụ mang lại quyền lực cho một nhà phát triển mới và đặt nền móng cho công nghiệp hóa nhanh chóng của Hàn Quốc dưới sự lãnh đạo của Park. Tuy nhiên, di sản của cuộc đảo chính gây tranh cãi do nó đàn áp dân chủ và tự do dân sự bao gồm các cuộc thanh trừng được thực hiện sau đó. Được gọi là "Cuộc cách mạng quân sự ngày 16 tháng 5" của Park và các đồng minh, "một khởi đầu tinh thần quốc gia mới, trưởng thành", bản chất của cuộc đảo chính là một "cuộc cách mạng" gây tranh cãi và đánh giá về nó đã bị tranh cãi.